# 27 de setembro
27 de setembro é o 270.º dia do ano no calendário gregoriano (271.º em anos bissextos). Faltam 95 dias para acabar o ano.

## Eventos históricos

1540: Fundação da Companhia de Jesus

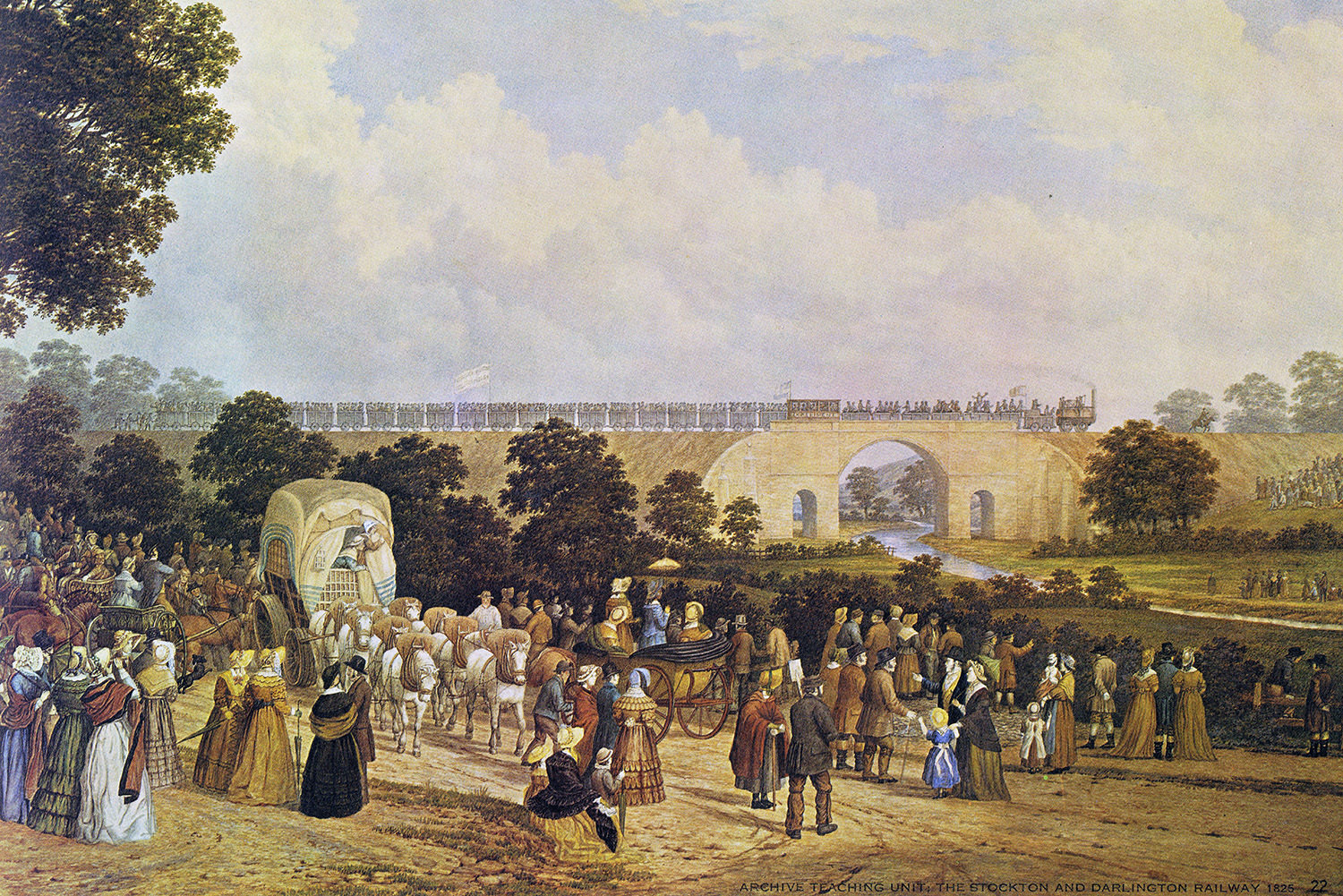
1825: Inauguração da Stockton and Darlington Railway

- 1066 — Guilherme, o Conquistador e seu exército partem da foz do rio Somme, iniciando a Conquista normanda da Inglaterra.
- 1331 — A Batalha de Płowce é travada entre o Reino da Polônia e a Ordem Teutônica. Os poloneses são derrotados, mas seus líderes escapam da captura.
- 1529 — O Cerco de Viena começa quando Solimeo I ataca a cidade.
- 1540 — Inácio de Loyola funda a ordem religiosa Companhia de Jesus, sob autorização do Papa Paulo III.
- 1590 — O Papa Urbano VII morre 13 dias após ser escolhido como papa, tornando seu reinado o mais curto papado da história.
- 1605 — Os exércitos da Suécia são derrotados pela Comunidade Polaco-Lituana na Batalha de Kircholm.
- 1669 — Os venezianos entregam a fortaleza de Cândia aos otomanos, encerrando assim o cerco de Cândia de 21 anos.
- 1777 — Revolução Americana: Lancaster, Pensilvânia, torna-se a capital dos Estados Unidos por um dia após o Congresso evacuar a Filadélfia.
- 1791 — A Assembleia Nacional da França vota para conceder cidadania plena aos judeus.
- 1810 — Guerra Peninsular: Batalha do Buçaco onde o exército anglo-português impõe uma pesada derrota aos invasores franceses.
- 1811 — Guerra Peninsular: Combate de Aldeia da Ponte que põe fim ao bloqueio de Cidade Rodrigo pelo exército de Wellington.
- 1821 — O Exército das Três Garantias entra triunfalmente na Cidade do México, liderado por Agostinho I do México. No dia seguinte, o México é declarado independente.
- 1822 — Jean-François Champollion anuncia que decifrou a Pedra de Roseta.
- 1825 — É inaugurada a primeira ferrovia pública do mundo a usar locomotivas a vapor, a Stockton and Darlington Railway.
- 1854 — O navio a vapor SS Arctic afunda na costa da Terra Nova, após uma colisão com um navio menor, o SS Vesta. Apenas 88 das mais de 300 pessoas a bordo sobrevivem.
- 1908 — Início da produção do automóvel Modelo T na fábrica da Ford em Detroit.
- 1916 — Lij Iyasu é proclamado deposto como governante da Etiópia em um golpe palaciano em favor de sua tia Zewditu.
- 1922 — O rei Constantino I da Grécia abdica de seu trono em favor de seu filho mais velho, Jorge II.
- 1928 — A República da China é reconhecida pelos Estados Unidos.
- 1938 — O transatlântico RMS Queen Elizabeth é lançado em Glasgow.
- 1940 — Assinatura do Pacto Tripartite, que cria Eixo, formado pela Alemanha, Itália e Japão, na Segunda Guerra Mundial.
- 1949 — O desenho de Zeng Liansong é escolhido como bandeira da República Popular da China.[1]
- 1953 — Fundação da Record no Brasil.
- 1957 — Início da atividade vulcânica do Vulcão dos Capelinhos.
- 1959 — O tufão Vera mata quase 5 000 pessoas no Japão.
- 1961 — Serra Leoa é admitida como Estado-Membro da ONU.
- 1962 — É criada a República Árabe do Iêmen.
- 1964 — A aeronave britânica TSR-2 XR219 faz seu voo inaugural.
- 1967 — Publicado o Decreto-Lei nº 898 colocando em vigor uma nova Lei de Segurança Nacional (AI-15).
- 1968 — É nomeado em Portugal o 3.º governo do Estado Novo, chefiado pelo presidente do Conselho Marcello Caetano, que substitui António de Oliveira Salazar.
- 1970 — Emitido o estatuto que cria a Organização Mundial de Turismo.
- 1975 — A última aplicação da pena capital na Espanha provoca protestos em todo o mundo.
- 1983 — Richard Stallman anuncia o Projeto GNU para desenvolver um sistema operacional livre semelhante ao Unix.
- 1988 — A Liga Nacional para a Democracia é formada por Aung San Suu Kyi e outros para lutar contra a ditadura em Mianmar.
- 1993 — Constituição da Cabovisão de Portugal.
- 1996 — A Batalha de Cabul termina com uma vitória do Talibã; um Emirado Islâmico do Afeganistão é estabelecido.
- 1998 — O mecanismo de busca na Internet Google reivindica retroativamente essa data como seu aniversário.
- 2002 — Timor-Leste é admitido como Estado-Membro da ONU.
- 2003 — Lançamento do satélite da Agência Espacial Europeia SMART-1.
- 2007 — A NASA lança a sonda Dawn em direção ao cinturão de asteroides.
- 2007 — Inauguração da Record News, primeiro canal de notícias 24h na TV aberta do Brasil.
- 2008 — O astronauta Zhai Zhigang da CNSA se torna o primeiro chinês a realizar uma caminhada espacial.
- 2015 — 1º eclipse lunar total do Século XXI.
- 2019 — Mais de dois milhões de pessoas participaram de greves mundiais para protestar contra as mudanças climáticas em 2 400 locais em todo o mundo.
- 2020 — Segunda guerra de Nagorno-Karabakh: o Azerbaijão lançou uma ofensiva contra a autoproclamada República de Artsakh, habitada predominantemente por armênios étnicos.[2]
- 2023 — Confrontos de Nagorno-Karabakh em 2023: O Azerbaijão relata que 192 dos seus soldados foram mortos e mais de 500 ficaram feridos durante a ofensiva da semana passada em Nagorno-Karabakh.[3]
- 2024 — Israel bombardeia, na capital libanesa, Beirute, o quartel-general do Hezbollah, culminando na morte do chefe do grupo extremista, Hassan Nasrallah.

## Nascimentos

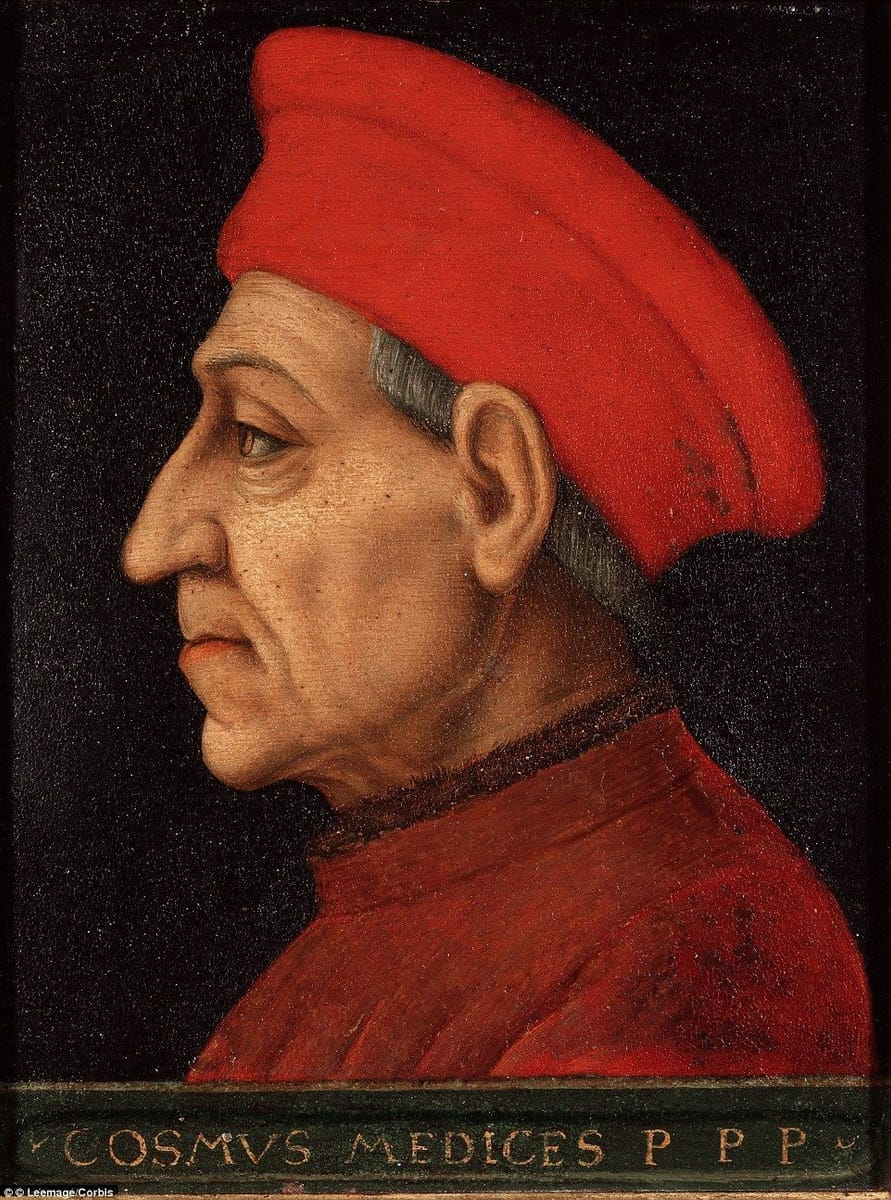
Cosme de Médici

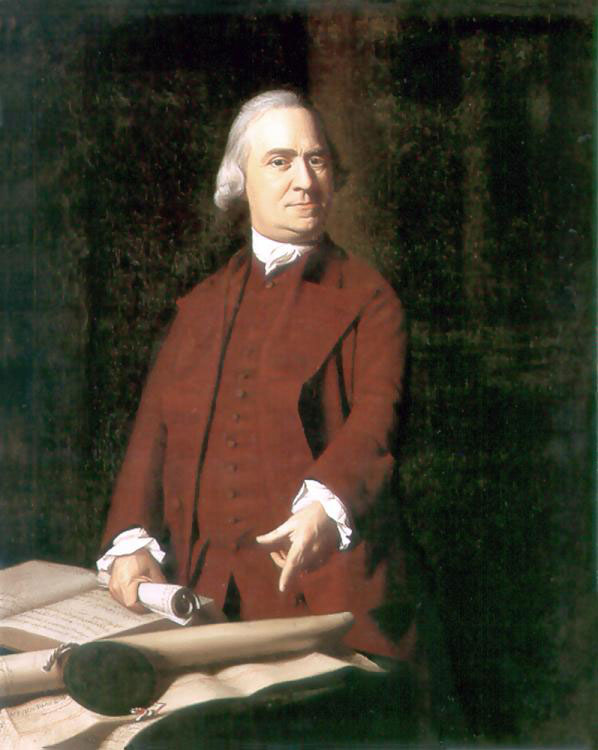
Samuel Adams

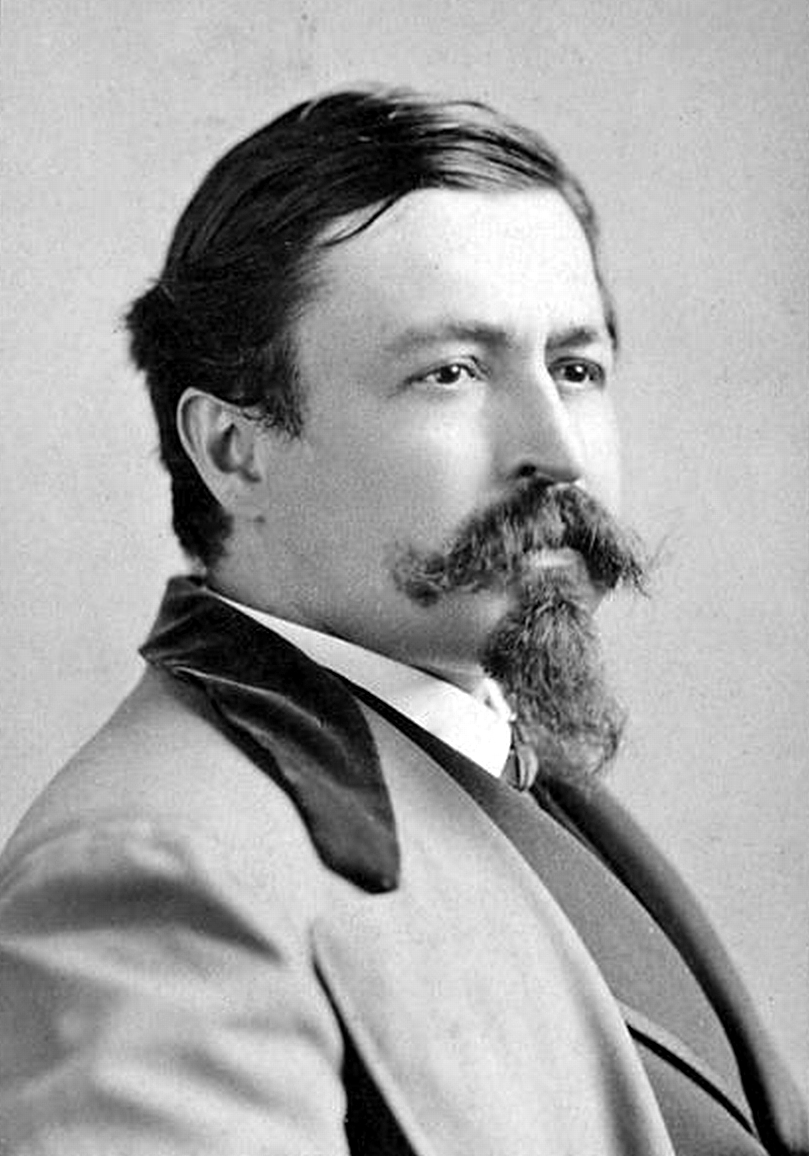
Thomas Nast

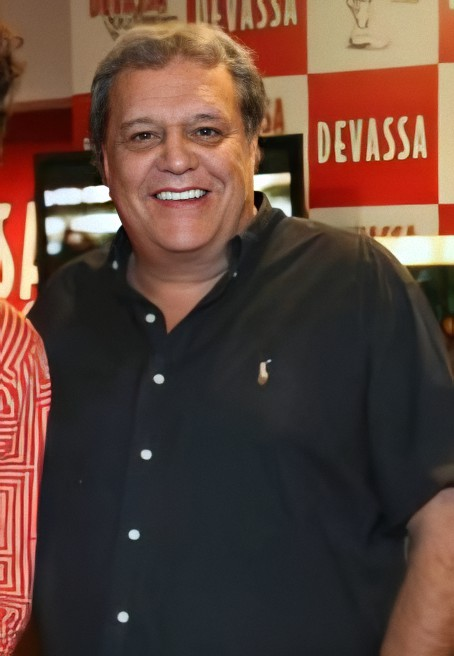
Dennis Carvalho

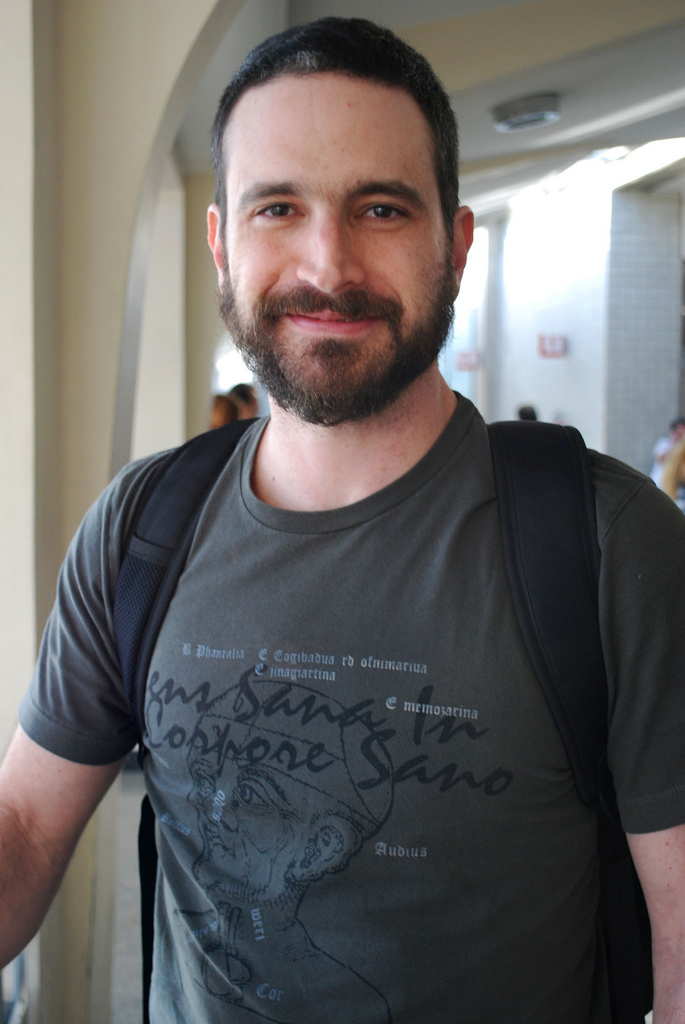
Caco Ciocler

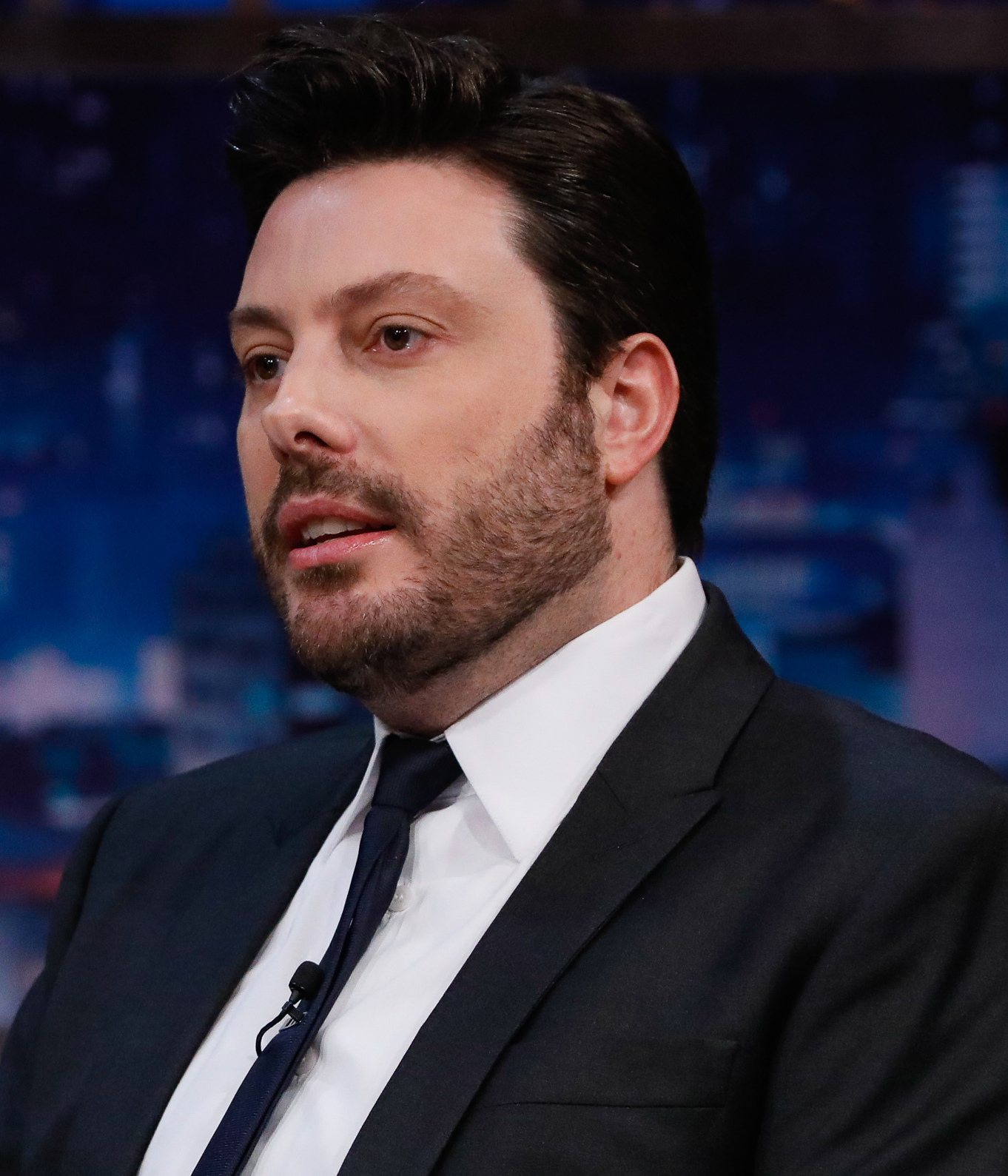
Danilo Gentili

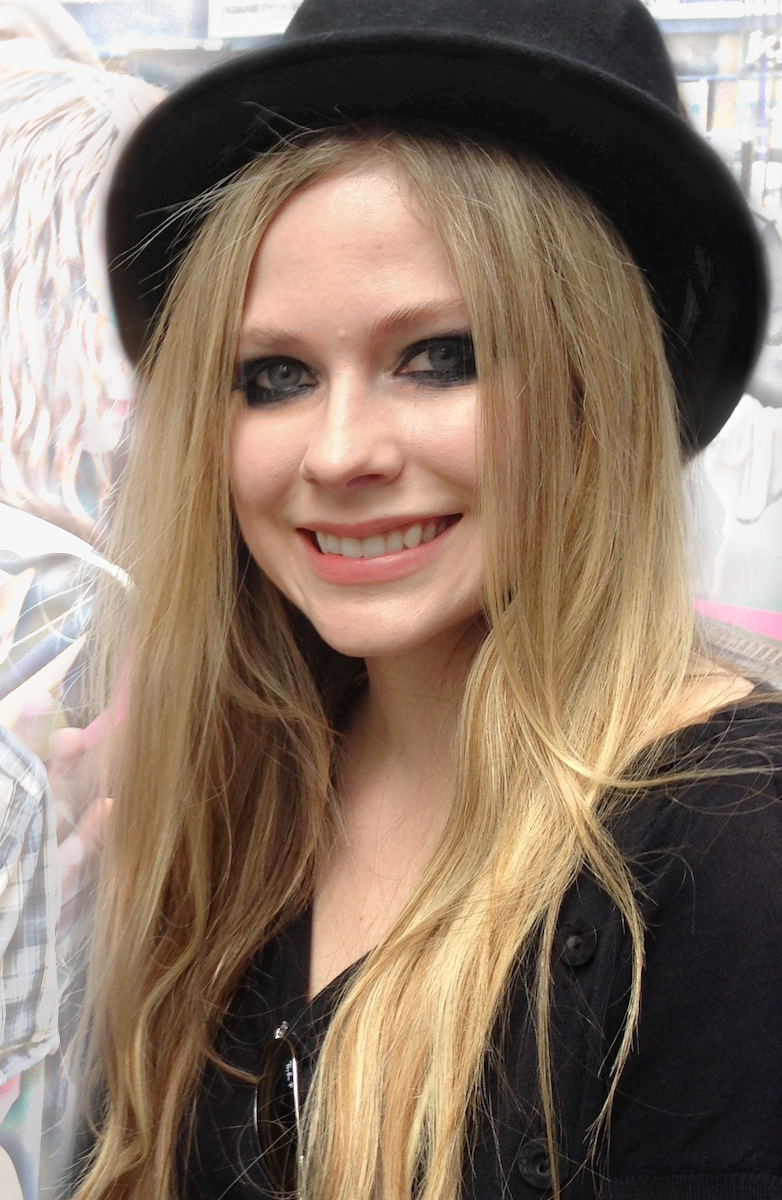
Avril Lavigne

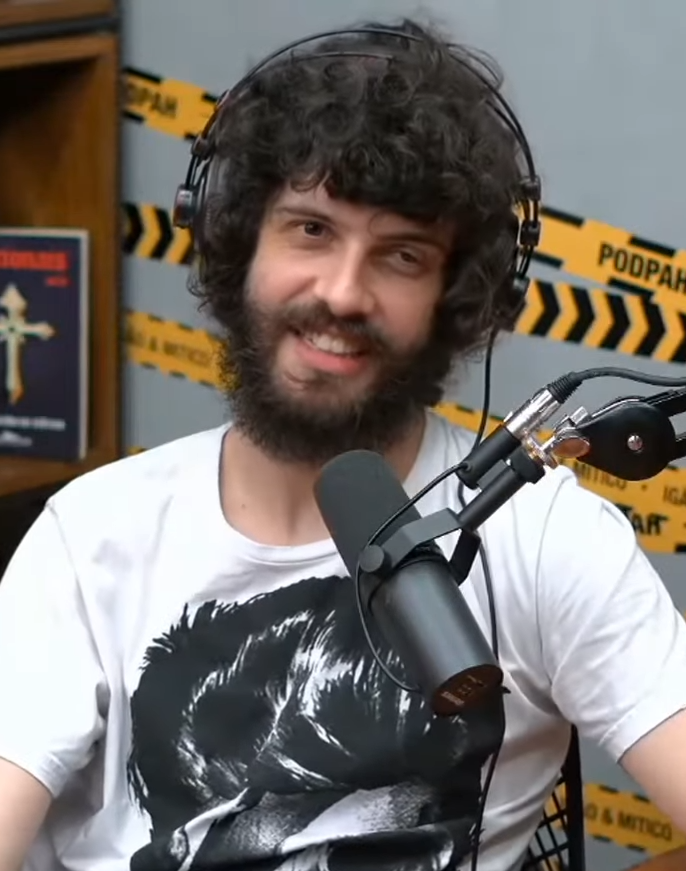
Diogo Defante

### Anterior ao século XIX
- 0823 — Ermentrude de Orleães, rainha dos Francos Ocidentais (m. 869).
- 1271 — Venceslau II da Boêmia (m. 1305).
- 1275 — João II de Brabante (m. 1312).
- 1389 — Cosme de Médici, fundador da dinastia dos Médici (m. 1464).
- 1533 — Estêvão Báthory da Polônia (m. 1586).
- 1507 — Guillaume Rondelet, professor francês (m. 1566).
- 1598 — Robert Blake, almirante inglês (m. 1657).
- 1601 — Luís XIII de França (m. 1643).
- 1621 — Jacques Bossuet, teólogo francês (m. 1704).
- 1657 — Sofia Alexeievna da Rússia (m. 1704).
- 1696 — Afonso de Ligório, santo e bispo italiano (m. 1787).
- 1722 — Samuel Adams, político estadunidense (m. 1803).
- 1793 — Denys Affre, arcebispo francês (m. 1848).

### Século XIX
- 1820 — Elizabeth Wellesley, Duquesa de Wellington (m. 1904).
- 1840 — Thomas Nast, caricaturista e cartunista germano-estadunidense (m. 1902).
- 1882 — Dorothy Greenhough-Smith, patinadora artística britânica (m. 1965).
- 1883 — Ernest Psichari, soldado e pensador religioso francês (m. 1914).

### Século XX

#### 1901–1950
- 1905 — Ernst Baier, patinador artístico alemão (m. 2001).
- 1913 — Manezinho Araújo, cantor, compositor, jornalista e pintor brasileiro (m. 1993).
- 1919 — Jayne Meadows, atriz norte-americana (m. 2015).
- 1920 — William Conrad, ator, narrador e dublador norte-americano (m. 1994).
- 1921 — Miklós Jancsó, cineasta húngaro. (m. 2014).
- 1924 — Bud Powell, pianista estadunidense (m. 1966).
- 1928 — Fiori Gigliotti, radialista e locutor esportivo brasileiro (m. 2006).
- 1933 — Will Sampson, pintor, ator e artista de rodeio estadunidense (m. 1987).
- 1935 — Daminhão Experiença, músico brasileiro (m. 2016).
- 1938 — Amélia Bittencourt, atriz brasileira (m. 2025).
- 1941 — Peter Bonetti, futebolista britânico (m. 2020).
- 1943 — Renato Barros, cantor, compositor e guitarrista brasileiro (m. 2020).
- 1944 — Raul Plassmann, futebolista brasileiro.
- 1947 — Dênis Carvalho, ator e diretor brasileiro.
- 1949 — Mike Schmidt, beisebolista norte-americano.

#### 1951–2000
- 1953
  - Paulo Santoro, diretor brasileiro.
  - Claudio Gentile, futebolista italiano.
- 1958 — Shaun Cassidy, compositor e diretor norte-americano.
- 1961 — Andy Lau, ator e cantor chinês.
- 1963 — Caren Metschuck, nadadora alemã.
- 1964 — Vera Mossa, jogadora de vôlei brasileira.
- 1965
  - Maria Schrader, atriz alemã.
  - Steve Kerr, jogador de basquete norte-americano.
  - Sofia Milos, atriz suíça.
- 1966 — Jovanotti, cantor, compositor e escritor italiano.
- 1971
  - Caco Ciocler, ator brasileiro.
  - Amanda Detmer, atriz norte-americana.
- 1972
  - Gwyneth Paltrow, atriz e cantora norte-americana.
  - Lhasa de Sela, cantora e compositora norte-americana (m. 2010).
- 1973 — Idalécio, futebolista português.
- 1976 — Francesco Totti, futebolista italiano.
- 1977 — Lucas Bernardi, futebolista argentino.
- 1979 — Danilo Gentili, humorista brasileiro.
- 1982
  - Lil Wayne, rapper norte-americano.
  - Darrent Williams, futebolista norte-americano (m. 2007).
  - Fabián Estoyanoff, futebolista uruguaio.
  - MariMoon, apresentadora de televisão e estilista brasileira.
- 1984 — Avril Lavigne, cantora canadense.
- 1985 — Vinícius Pacheco, futebolista brasileiro.
- 1986
  - Ricardo Risatti, automobilista argentino.
  - Natasha Thomas, cantora dinamarquesa.
- 1987 — Anthony Mounier, futebolista francês.
- 1988
  - Douglas Silva, ator brasileiro.
  - Ralf Fährmann, futebolista alemão.
- 1990
  - André, futebolista brasileiro.
  - Mitski, cantora nipo-americana.
  - Diogo Defante, humorista, youtuber e músico brasileiro.
- 1991 — Simona Halep, tenista romena.
- 1999 — Federica Isola, esgrimista italiana.
- 2000 — Simeon Woods Richardson, jogador de beisebol estadunidense.

### Século XXI
- 2002 — Jenna Ortega, atriz estadunidense.
- 2004 — João Neves, futebolista português.

## Mortes

### Anterior ao século XIX
- 0295 — Cosme e Damião, mártires católicos (n. ?).
- 0936 — Gyeon Hwon, fundador do reino de Hubaekje na Coreia (n. 867).
- 1194 — Reinaldo de Courtenay, nobre francês (n. 1100).
- 1249 — Raimundo VII de Tolosa (n. 1197).
- 1529 — Jorge do Palatinado, bispo católico alemão (n. 1486).
- 1536 — Felice della Rovere, nobre italiana (n. 1483).
- 1557 — Go-Nara, imperador japonês (n. 1497).
- 1590 — Papa Urbano VII (n. 1521).
- 1612 — Piotr Skarga, jesuíta e polemista polaco (n. 1536).
- 1614 — Felice Anerio, compositor italiano (n. 1560).
- 1621 — João VII, Conde de Nassau-Siegen (n. 1561).
- 1651 — Maximiliano I, Eleitor da Baviera (n. 1573).
- 1660 — Vicente de Paulo santo católico francês (n. 1581).
- 1700 — Papa Inocêncio XII (n. 1615).
- 1716 — Antim, o Ibérico, teólogo e filósofo romeno (n. 1650).
- 1735 — Peter Artedi, naturalista sueco (n. 1705).

### Século XIX
- 1832 — Karl Christian Friedrich Krause, filósofo alemão (n. 1781).
- 1838 — Bernard Courtois, químico francês (n. 1777).
- 1891 — Ivan Goncharov, romancista russo (n. 1812).

### Século XX
- 1917 — Edgar Degas, pintor francês (n. 1834).
- 1940 — Julius Wagner von Jauregg, médico autríaco (n. 1857).
- 1940 — Walter Benjamin, filósofo alemão (n. 1892).
- 1944 — Aimee McPherson, religiosa canadense (n. 1890).
- 1960 — Sylvia Pankhurst, militante britânica (n.1882).
- 1961 — Hilda Doolittle, poetisa e romancista norte-americana (n. 1886).
- 1965 — Clara Bow, atriz norte-americana (n. 1905).
- 1966 — Cristina Maristany, soprano luso-brasileira (n. 1906).
- 1972 — Shiyali Ramamrita Ranganathan, bibliotecário e matemático indiano (n. 1892).
- 1986 — Cliff Burton, baixista norte-americano (n. 1962).
- 1992 — Keith Prentice, ator estadunidense (n. 1940).
- 1993 — James Harold Doolittle, general norte-americano (n. 1896).

### Século XXI
- 2005 — Ronald Golias, comediante e ator brasileiro (n. 1929).
- 2009 — Ivan Dykhovichny, cineasta russo (n. 1947).
- 2010 — Mário Tupinambá, humorista brasileiro (n. 1932).
- 2012 — Ted Boy Marino, ator e lutador de luta-livre ítalo-brasileiro (n. 1939).
- 2017 — Hugh Hefner, empresário e publicitário norte-americano (n. 1926).
- 2018 — Joaquim Roriz, político brasileiro (n. 1936).
- 2023 — Michael Gambon, ator irlandês (n. 1940).
- 2024
  - Arina Glazunova, gerente de relações públicas russa (n. 2000).
  - Maggie Smith, atriz inglesa (n. 1934).
  - Hassan Nasrallah, político libanês (n. 1960).

## Feriados e eventos cíclicos
- Dia Mundial do Turismo

### Brasil
- Dia Nacional do Idoso
- Dia Nacional da Doação de Órgãos e Tecidos
- Dia do Encanador e Instalador Hidráulico
- Comemoração da emancipação política de Piritiba, Bahia
- Comemoração da emancipação política de Cacimba de Dentro, Paraíba
- Comemoração da emanicipação política de Mulungu (Paraíba)

### Cristianismo
- Antim, o Ibérico
- Baruc de Gales
- João Marcos
- Vicente de Paulo

## Outros calendários
- No calendário romano era o 5.º dia (V) antes das calendas de outubro.
- No calendário litúrgico tem a letra dominical D para o dia da semana.
- No calendário gregoriano a epacta do dia é xxvii.